# Kalksidenmossa
Kalksidenmossa (Taxiphyllum wissgrillii) är en bladmossart som beskrevs av Roelof J.van der Wijk och Margadant 1960. Enligt Catalogue of Life ingår Kalksidenmossa i släktet Taxiphyllum och familjen Hypnaceae, men enligt Dyntaxa är tillhörigheten istället släktet Taxiphyllum och familjen Hypnaceae. Arten är reproducerande i Sverige. Inga underarter finns listade i Catalogue of Life.